# Teatro Maria Vitória

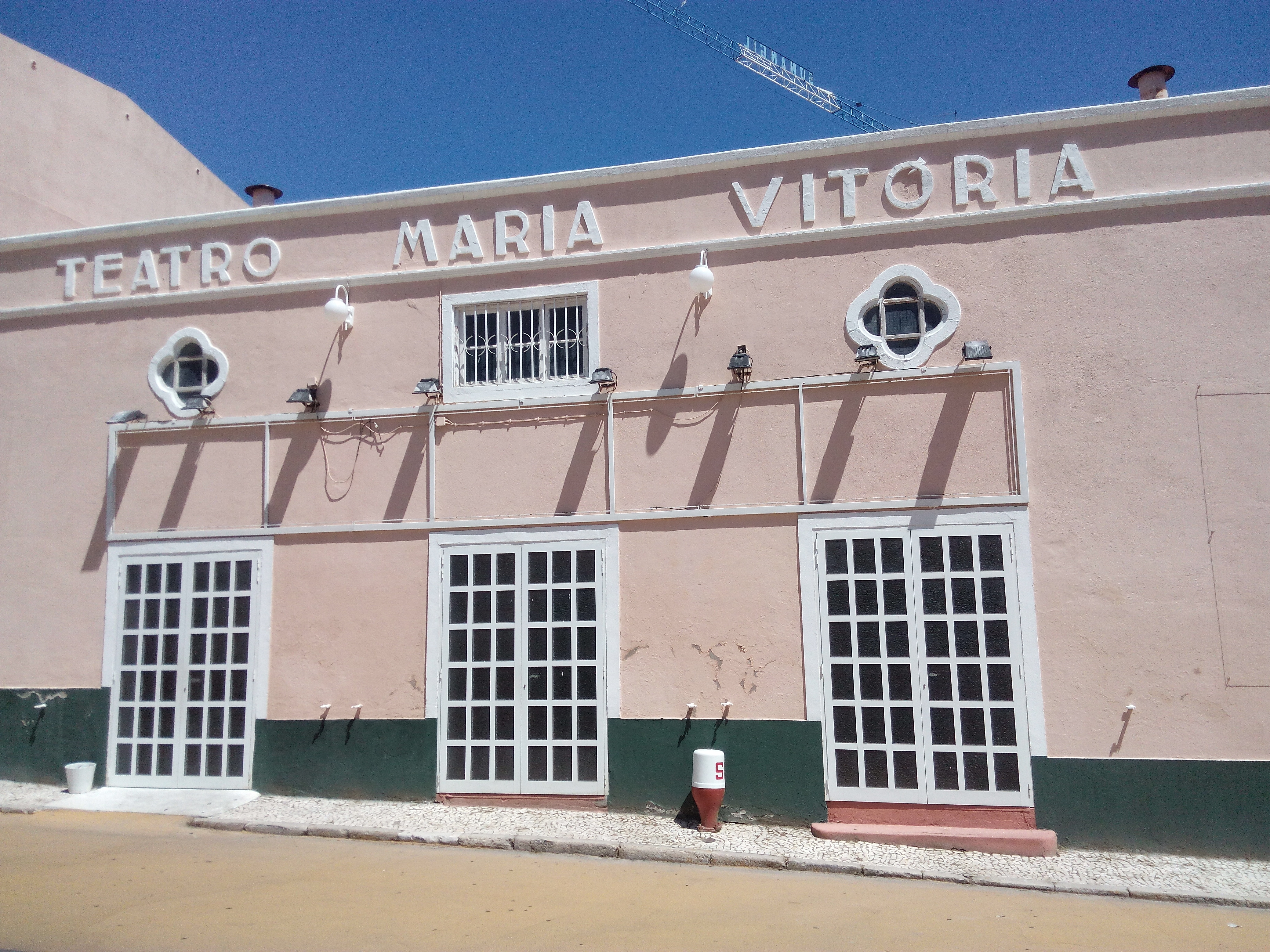
Teatro Maria Vitória

Le théâtre Maria Vitória (en portugais : Teatro Maria Vitória) est une salle de spectacles située à Lisbonne, au Portugal.

## Histoire
Inauguré le 1er juillet 1922, lors de la création du Parque Mayer (pt), ouvert au public le 15 juin précédent, le théâtre Maria Vitória devient rapidement une référence à Lisbonne. Il porte le nom de l'actrice et chanteuse de fado Maria Vitória.